# Yigoga pretiosa
Yigoga pretiosa là một loài bướm đêm trong họ Noctuidae.